# Remainders
Remainders è un album di Gennaro Cosmo Parlato pubblicato nel 2006.
In esso sono contenute cover di alcuni celebri brani della musica internazionale pubblicati negli anni 1980. Come nel precedente album Che cosa c'è di strano?, anche questi brani sono stati riarrangiati in chiave rétro. 

## Tracce
1. Victims – 2:41
2. Don't You (Forget About Me) – 3:00
3. Private Dancer – 2:48
4. C'est la ouate – 2:22
5. Woman in Love – 4:07
6. Just an Illusion + You Make Me Feel – 2:43
7. Duel – 2:36
8. Out Here on My Own – 1:35
9. Paradise – 2:02
10. Call Me – 1:57
11. There Must Be an Angel (Playing with My Heart) – 3:55
12. You Spin Me Round (like a Record) – 2:46
13. Si me dejas no vale (Se mi lasci non vale) – 3:19
14. Billie Jean – 3:43
15. Material Girl – 2:49
16. Close to Me – 3:50
17. Under Pressure – 2:57
18. True Colors – 1:55
19. Bette Davis Eyes – 2:34
20. Moonlight Shadow – 2:15
21. Video Killed the Radio Star – 2:14
22. Twist in My Sobriety – 3:23
23. The Final Countdown – 3:24